# Koenigsegg Gemera
Der Koenigsegg Gemera ist ein Supersportwagen des schwedischen Automobilherstellers Koenigsegg.

## Geschichte
Vorgestellt werden sollte der Gemera am 3. März 2020 im Rahmen des Genfer Auto-Salons. Auf Grund der COVID-19-Pandemie wurde der Auto-Salon am 28. Februar 2020 abgesagt, Koenigsegg entschied sich aber dennoch dafür, den Sportwagen in den Messehallen vorzustellen. Dabei waren jedoch kaum Personen anwesend, da in der Schweiz zu diesem Zeitpunkt alle Veranstaltungen mit mehr als 1000 Personen verboten waren. Die Vorstellung wurde auch via Live-Stream im Internet übertragen. Die Serienproduktion soll Ende 2024 starten, die ersten Auslieferungen an Kunden sollen 2025 erfolgen.

## Hintergrund
Die Idee für den Namen hatte die Mutter von Christian von Koenigsegg: „ge mera“ stammt aus dem Schwedischen  und bedeutet ins Deutsche übersetzt „mehr geben“. Das Modell ist auf 300 Exemplare limitiert.

## Eigenschaften
Der Gemera ist das erste Koenigsegg-Modell mit vier Sitzplätzen, die über zwei Scherentüren erreicht werden. Auf Grund eines großen Türausschnittes müssen zum Erreichen der Rücksitze die Vordersitze nicht verstellt werden. Das Gepäckraumvolumen wird mit 200 Litern angegeben. Der Supersportwagen sollte zunächst auf klassische Spiegel für die Sicht nach hinten verzichten. Stattdessen sollten Kameras den Blick zurück ermöglichen. Da auf einigen Märkten der Welt kamerabasierte Außenspiegel nicht erlaubt sind, werden in den Serienfahrzeugen aber doch klassische Spiegel verbaut. Koenigsegg bezeichnet das Fahrzeug selbst als Mega-GT.

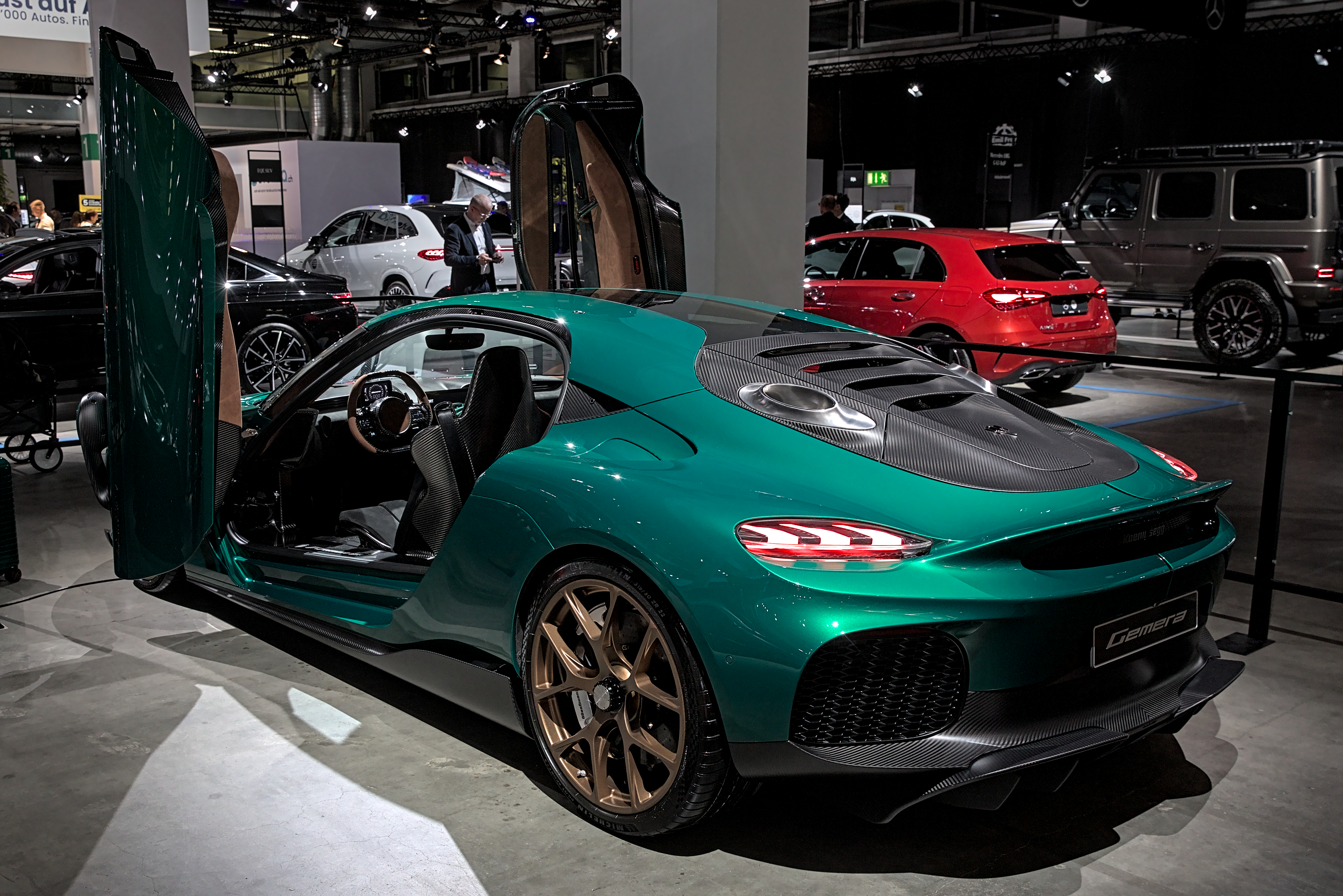
Heckansicht
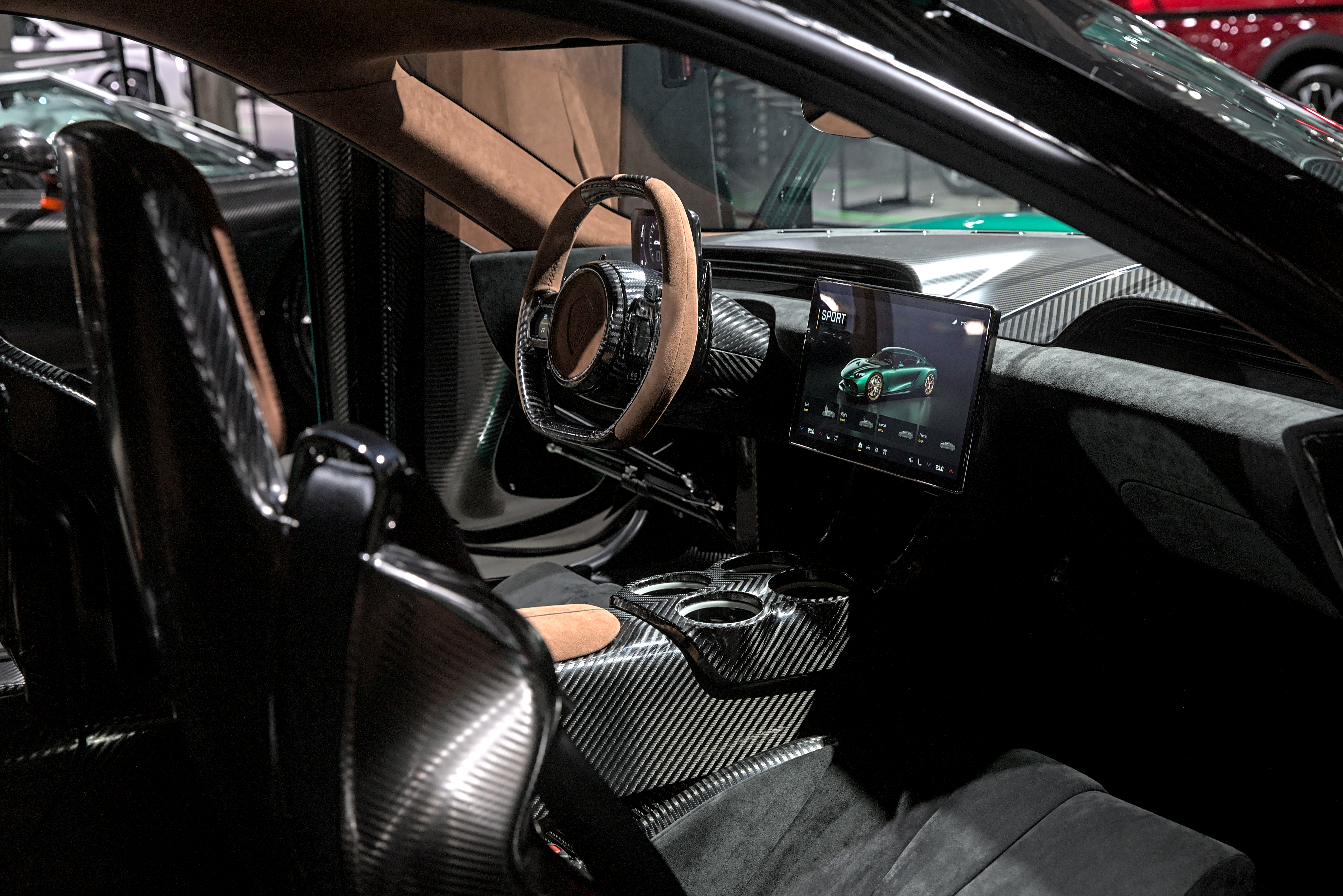
Cockpit
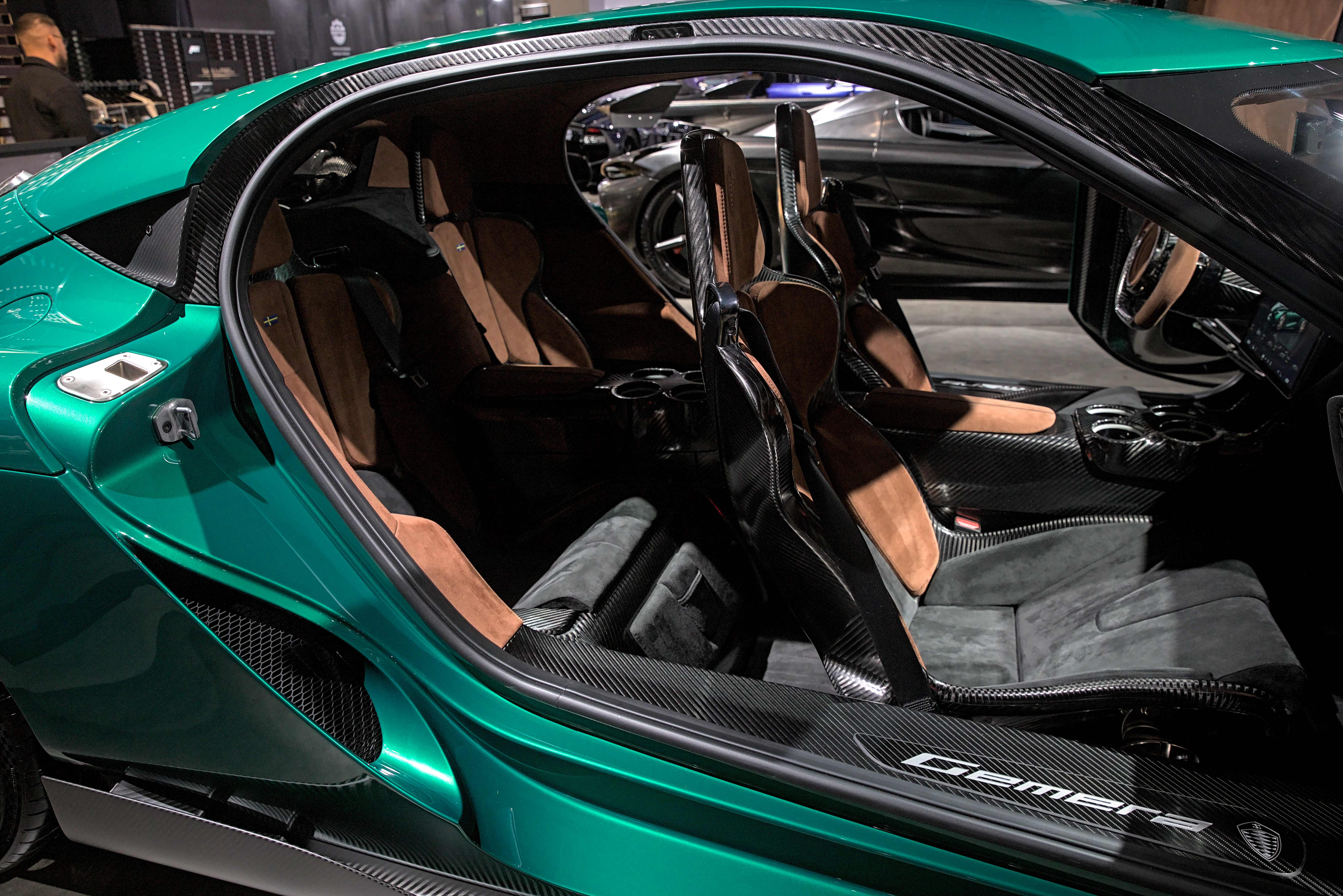
Innenraum

## Antrieb
Angetrieben werden sollte der Supersportwagen zunächst von einem Zweiliter-Biturbo-Reihendreizylinder-Ottomotor mit 440 kW (600 PS) in Kombination mit einem Elektromotor mit 588 kW (800 PS). Bei der Vorstellung des Wagens 2020 war noch von drei Elektromotoren die Rede. Zwei davon hätten je ein Hinterrad antreiben sollen, einer an der Kurbelwelle gesessen. Den Verbrennungsmotor an der Hinterachse bezeichnet Koenigsegg als „Tiny Friendly Giant“ (englisch: „winziger freundlicher Riese“). Er liefert die Kraft an ein Doppelkupplungsgetriebe mit neun Fahrstufen, genannt LSTT (Light Speed Tourbillon Transmission), das aus dem Jesko adaptiert wurde. An der Vorderachse sitzt, zwischen Kardanwelle und Differential, der 39 kg schwere, Dark Matter genannte Elektromotor, der mittels Torque-Vectoring Vorderrad-, Hinterrad- oder Allradantrieb ermöglicht. Im Fahrzeugboden befindet sich ein Lithium-Ionen-Akkumulator mit einer Kapazität von 14 kWh. Die Systemleistung des Fahrzeugs mit Dreizylindermotor beträgt mit Verwendung von E85-Biokraftstoff 1030 kW (1400 PS). Die Höchstgeschwindigkeit des Gemera wird mit 400 km/h angegeben, auf 100 km/h soll er in 1,9 Sekunden beschleunigen.
Im Sommer 2023 wurde bekannt, dass der Gemera gegen Aufpreis auch mit einem Fünfliter-Biturbo-V8-Ottomotor angeboten werden soll. Dieser stammt ursprünglich aus dem Jesko, musste aber an die engeren Platzverhältnisse angepasst werden. Deswegen wurden an den Zylinderbänken die Einlass- und Auslassseiten getauscht, so dass sich die Turbolader im sogenannten „Heißen V“ zwischen den Bänken befinden. Die Systemleistung soll dadurch auf 1692 kW (2300 PS) steigen, was ihn zum stärksten Serienfahrzeug der Welt macht. Im Juli 2024 gab der Hersteller bekannt, dass wegen ausbleibender Nachfrage nach dem „Tiny Friendly Giant“ nur die V8-Motorisierung gebaut werde.

## Technische Daten
| Kenngrößen                                  | Gemera TFG                                                        | Gemera HV8                                                        |
| Bauzeitraum                                 | Der geplante Bau wurde im Juli 2024 abgesagt                      | ab Ende 2024                                                      |
| Motorkenndaten                              |                                                                   |                                                                   |
| Motortyp                                    | R3-Biturbo-Ottomotor + Elektromotor                               | V8-Biturbo-Ottomotor + Elektromotor                               |
| Hubraum                                     | 1988 cm³                                                          | 5032 cm³                                                          |
| Verdichtungsverhältnis                      | 9,5 : 1                                                           | 8,6 : 1                                                           |
| Bohrung × Hub                               | 95,0 × 93,5 mm                                                    | 92,0 × 95,95 mm                                                   |
| max. Leistung Verbrennungsmotor             | 440 kW (600 PS) bei 7500/min                                      | 1103 kW (1500 PS) bei 7800/min                                    |
| max. Leistung Elektromotor                  | 588 kW (800 PS)                                                   | 588 kW (800 PS)                                                   |
| Leistung Gesamtsystem                       | 1030 kW (1400 PS)                                                 | 1691 kW (2300 PS)                                                 |
| max. Drehmoment Verbrennungsmotor           | 600 Nm bei 2000–7000/min                                          | 1500 Nm bei 5000/min                                              |
| max. Drehmoment Elektromotor                | 1250 Nm                                                           | 1250 Nm                                                           |
| Drehmoment Gesamtsystem                     | 1850 Nm                                                           | 2750 Nm                                                           |
| Reifen/Felgen                               | VA: 295 × 30 ZR21 auf 10,5J × 21 HA: 315 × 30 ZR22 auf 11,5J × 22 | VA: 295 × 30 ZR21 auf 10,5J × 21 HA: 315 × 30 ZR22 auf 11,5J × 22 |
| Kraftübertragung                            |                                                                   |                                                                   |
| Antrieb                                     | elektrischer Allradantrieb                                        | elektrischer Allradantrieb                                        |
| Getriebe                                    | 9-Gang-Doppelkupplungsgetriebe                                    | 9-Gang-Doppelkupplungsgetriebe                                    |
| Messwerte                                   |                                                                   |                                                                   |
| Trockengewicht                              | 1850 kg                                                           |                                                                   |
| Leergewicht                                 | 1995 kg                                                           |                                                                   |
| Höchstgeschwindigkeit                       | 400 km/h                                                          |                                                                   |
| Beschleunigung, 0–100 km/h                  | 1,9 s                                                             |                                                                   |
| Tankinhalt                                  | 115 l                                                             | 115 l                                                             |
| Batterie                                    | Lithium-Ionen: 14 kWh                                             | Lithium-Ionen: 14 kWh                                             |
| Kraftstoffverbrauch auf 100 km (kombiniert) |                                                                   |                                                                   |
| elektrische Reichweite                      | bis zu 50 km                                                      |                                                                   |
| Reichweite                                  | bis zu 1000 km                                                    |                                                                   |